# Giacomo Vigliani
Giacomo Antonio Battista Vigliani (Pollone, 12 aprile 1862 – Roma, 17 gennaio 1942) è stato un prefetto e politico italiano.

## Biografia
Nell'amministrazione dell'interno dal 1886 è stato prefetto a  Lucca, Foggia, Ascoli Piceno e Novara e per tre volte direttore generale della Pubblica sicurezza al Ministero dell'interno. I tre mandati coincidono con l'attentato del 14 marzo 1912 a Vittorio Emanuele III, i disordini per la guerra italo-turca e quelli per la partecipazione italiana alla prima guerra mondiale. 
Dopo il tentativo di regicidio dell'anarchico Antonio D'Alba introduce diverse innovazioni come il bollettino dei ricercati, lo schedario degli stranieri, il libretto per il porto d'armi e la cartella biografica analitica dei pregiudicati, con valutazioni sulle capacità di delinquere. Inoltre, nel periodo della grande guerra attiva uno speciale ufficio centrale investigativo nei quadri dell'Ufficio Affari Generali della Pubblica sicurezza, mirato a indagare su casi di spionaggio e alla ricerca dei renitenti alla leva; nel terzo mandato pone le basi di una riforma in senso ispettivo della struttura di polizia. 
Nominato senatore a vita nel 1920, viene collocato a riposo nel 1922.